# Hohoe
Hohoe é uma cidade de Gana, na região do Volta. Segundo censo de 2010, havia 73 641 habitantes.